# Vitacura
Vitacura – miasto i komuna w Chile, w Regionie Metropolitalnym, w prowincji Santiago.
Ludność: 81 499 mieszkańców (2002). Powierzchnia: 28,3 km². Miasto założone zostało w 1981 roku.